# Partito Socialista Ungherese
Il Partito Socialista Ungherese (in ungherese Magyar Szocialista Párt, MSZP) è un partito politico ungherese di centro-sinistra e sinistra, di orientamento socialdemocratico ed europeista.
Il partito è membro dell'Alleanza Progressista, dell'Internazionale Socialista e del Partito del Socialismo Europeo.

## Storia
MSZP nacque nel 1989 dalla scissione del Partito Socialista Operaio Ungherese (MSZMP), che aveva governato la Repubblica Popolare d'Ungheria dal 1956 al 1989. La componente comunista "ortodossa" diede vita al Partito Comunista Operaio Ungherese. Il richiamo al Partito Socialista Ungherese dei lavoratori ha provocato spesso contrasti interni al partito, vista da un lato l'effettiva influenza esercitata da ex-comunisti nel partito, controbilanciata però dalle politiche decisamente liberali perseguite dal partito in campo economico.
In materia economica, infatti, i socialisti sono sempre stati più vicini all'Alleanza dei Liberi Democratici, rispetto ai conservatori del Fidesz che si sono spesi in favore di un maggiore interventismo statale nell'economia. Il MSZP, infatti, ha posto in essere una serie di profonde riforme del mercato e di privatizzazione nel 1995-1996, quando l'Ungheria stava affrontando una crisi economica e finanziaria. Accanto a una visione liberale in campo economico, i socialisti, però, si sono impegnati per la costruzione di uno "stato sociale" che garantisse la tutela di bisogni prima a tutta la popolazione.
I socialisti e i liberali, inoltre, si sono opposti all'estensione della cittadinanza ungherese agli ungheresi che vivono nei paesi stranieri. L'obiettivo è di contenere il rafforzamento del nascente nazionalismo. Nel referendum 2004, infatti, l'alleanza socialisti-liberali vinse il referendum per vietare l'estensione della cittadinanza.
Alle elezioni parlamentari del 2006, il MSZP ha ottenuto il 43,2% dei voti, il che gli ha permesso di ottenere 190 dei 386 rappresentanti all'Assemblea nazionale. Il MSZP ha pertanto mantenuto la coalizione di governo con i liberali. Alle precedenti elezioni, il MSZP aveva ottenuto: 10,89% (1990), 32,98% (1994), 32,92% (1998) e 42,05% (2002).
A seguito dell'uscita dalla compagine di governo dell'Alleanza dei Liberi Democratici, avvenuta nel maggio 2008, il MSZP ha formato il primo governo di minoranza della storia dell'Ungheria.
Nel 2010 è passato all'opposizione.
Nel 2011, MSZP ha subito la scissione di "Coalizione Democratica", formazione politica creata dall'ex-segretario ed ex-premier Ferenc Gyurcsány, che dichiarò di voler dar vita ad una formazione politica di "centro-sinistra civico, occidentale".
Alle elezioni parlamentari del 2014 il partito, in coalizione con altri movimenti all'interno del raggruppamento Unità, ottiene il 25,99% dei consensi, eleggendo 38 deputati.

## Slogan elettorali
- 1994: A megbízható megoldás - Természetesen IGEN. (La soluzione affidabile! Certo che SÍ.)
- 1998: Esély, Növekedés, Biztonság! (Possibilità, Crescita e Sicurezza!)
- 2002: Létbiztonság, Jogbiztonság, Közbiztonság! (Sicurezza esistenziale, Certezza del diritto, Pubblica sicurezza!)
- 2006: IGEN- Gyurcsány Ferenc Magyarországért. Önért. (SÍ - Ferenc Gyurcsány per l'Ungheria e per Voi)
- 2010: Nagy a tét! (E appeso a un filo!)
- 2014 (come parte di coalizione di centrosinistra Unitá 2014): A változáshoz Te is kellesz! (Per la svolta abbiamo bisogno anche di Te!)
- 2018: Tegyünk igazságot! ; Elszántság. (Facciamo la giustizia!; Persistenza!)

## Struttura

### Dirigenza
- Presidente:
  - Bertalan Tóth e Ágnes Kunhalmi (dal 19 settembre 2020)
  - Primo vicepresidente:
  - Imre Komjáthi
- Vicepresidenti:
  - Zita Gurmai
  - Gyula Hegyi
- Membri del direttivo:
  - Balázs Bárány
  - Dávid Bihal
  - Bence Eszik
  - József Halmi
  - András Horváth
  - József Király
  - Balázs Pollreisz
  - Csaba Tóth
  - Kata Tüttő
  - László Varga

### Presidenti (1989-2020)
| # | #  | Ritratto | Presidente                | Inizio mandato   | Fine mandato      | Durata              | Note                     |
| - | -- | -------- | ------------------------- | ---------------- | ----------------- | ------------------- | ------------------------ |
|   | 1  |          | Rezső Nyers               | 9 ottobre 1989   | 27 maggio 1990    | 0 anni e 230 giorni |                          |
|   | 2  |          | Gyula Horn                | 27 maggio 1990   | 5 settembre 1998  | 8 anni e 101 giorni | Primo ministro 1994–1998 |
|   | 3  |          | László Kovács             | 5 settembre 1998 | 16 ottobre 2004   | 6 anni e 41 giorni  |                          |
|   | 4  |          | István Hiller             | 16 ottobre 2004  | 24 febbraio 2007  | 2 anni e 131 giorni |                          |
|   | 5  |          | Ferenc Gyurcsány          | 24 febbraio 2007 | 5 aprile 2009     | 2 anni e 40 giorni  | Primo ministro 2004–2009 |
|   | 6  |          | Ildikó Lendvai            | 5 aprile 2009    | 10 luglio 2010    | 1 anno e 96 giorni  |                          |
|   | 7  |          | Attila Mesterházy         | 10 luglio 2010   | 29 maggio 2014    | 3 anni e 323 giorni |                          |
|   | –  |          | László Botka (ad interim) | 31 maggio 2014   | 19 luglio 2014    |                     |                          |
|   | 8  |          | József Tóbiás             | 19 luglio 2014   | 25 giugno 2016    | 1 anno e 342 giorni |                          |
|   | 9  |          | Gyula Molnár              | 25 giugno 2016   | 17 giugno 2018    | 1 anno e 357 giorni |                          |
|   | 10 |          | Bertalan Tóth             | 17 giugno 2018   | 19 settembre 2020 | 2 anni e 94 giorni  |                          |

### Co-presidenti (dal 2020)
| # | #  | Ritratto | Co-presidente uomo | Inizio mandato    | Fine mandato    | Durata              | Note | Ritratto | Co-presidente donna | Inizio mandato    | Fine mandato | Durata              | Note |
| - | -- | -------- | ------------------ | ----------------- | --------------- | ------------------- | ---- | -------- | ------------------- | ----------------- | ------------ | ------------------- | ---- |
|   | 11 |          | Bertalan Tóth      | 19 settembre 2020 | 22 ottobre 2022 | 2 anni e 33 giorni  |      |          | Ágnes Kunhalmi      | 19 settembre 2020 | in carica    | 4 anni e 305 giorni |      |
|   | 12 |          | Imre Komjáthi      | 22 ottobre 2022   | in carica       | 2 anni e 272 giorni |      |          | Ágnes Kunhalmi      | 19 settembre 2020 | in carica    | 4 anni e 305 giorni |      |

## Risultati elettorali
| Elezione          | Voti                    | +/-                     | %                       | +/-    | Seggi     | Posizione   |
| ----------------- | ----------------------- | ----------------------- | ----------------------- | ------ | --------- | ----------- |
| Parlamentari 1990 | 535.064                 |                         | 10,89                   |        | 33 / 386  | Opposizione |
| Parlamentari 1994 | 1.780.009               | 22,11%                  | 33,00                   | 176    | 209 / 386 | Maggioranza |
| Parlamentari 1998 | 1.497.231               | 0,08%                   | 32,92                   | 75     | 134 / 386 | Opposizione |
| Parlamentari 2002 | 2.361.997               | 9,13%                   | 42,05                   | 44     | 178 / 386 | Maggioranza |
| Parlamentari 2006 | 2.336.705               | 0,16%                   | 43,21                   | 8      | 186 / 386 | Maggioranza |
| Parlamentari 2010 | 990.428                 | 23,90%                  | 19,30                   | 127    | 59 / 386  | Opposizione |
| Parlamentari 2014 | 1.290.806               | 6,27                    | 25,57                   | [ 14 ] | 38 / 199  | Opposizione |
| Parlamentari 2018 | 682.701                 | 13,58%                  | 11,99                   | 18     | 20 / 199  | Opposizione |
| Parlamentari 2022 | in Uniti per l'Ungheria | in Uniti per l'Ungheria | in Uniti per l'Ungheria | 8      | 10 / 199  | Opposizione |
| 1. 2.             |                         |                         |                         |        |           |             |

| Elezione     | Voti       | %          | Seggi  |
| ------------ | ---------- | ---------- | ------ |
| Europee 2004 | 1.054.921  | 34,30      | 9 / 24 |
| Europee 2009 | 503.140    | 17,37      | 4 / 22 |
| Europee 2014 | 252.751    | 10,90      | 2 / 21 |
| Europee 2019 | 229.551    | 6,61       | 1 / 21 |
| Europee 2024 | Con DK e P | Con DK e P | 0 / 21 |